# Argentino
Argentino är en kulle i Antarktis. Den ligger i Västantarktis. Argentina, Chile och Storbritannien gör anspråk på området. Toppen på Argentino är 1 076 meter över havet, eller 332 meter över den omgivande terrängen. Bredden vid basen är 5,8 km.
Terrängen runt Argentino är huvudsakligen lite bergig. Trakten är glest befolkad. Närmaste befolkade plats är Bernardo O'Higgins Station, 20,0 kilometer norr om Argentino. 